# Robert Kasprzak
Robert Kasprzak (ur. 8 kwietnia 1987 w Lesznie) – polski żużlowiec.
Syn Zenona Kasprzaka i brat Krzysztofa Kasprzaka, również żużlowców.
Licencję żużlową zdobył w 2003 roku. Sport żużlowy uprawiał do 2008 r. reprezentując klub Unia Leszno, w barwach którego zdobył dwa medale młodzieżowych mistrzostw Polski par klubowych (srebrny – Częstochowa 2004 i złoty – Gorzów Wielkopolski 2005), dwa medale młodzieżowych drużynowych mistrzostw Polski (srebrny – Rzeszów 2006 i złoty – Leszno 2008), dwa medale drużynowych mistrzostw Polski (złoty – 2007 i srebrny – 2008) oraz srebrny medal mistrzostw Polski par klubowych (Toruń 2008). 
W 2008 r. wystąpił w rozegranym w Rybniku finale młodzieżowych indywidualnych mistrzostw Polski, zajmując VII miejsce. W tym samym roku zajął XVI miejsce w półfinale indywidualnych mistrzostw świata juniorów w Rye House.
Od 2009 r. nie występuje w zawodach żużlowych, koncentrując się na pracy mechanika w zespole swojego starszego brata, Krzysztofa.